# Fiestas romanas

César rechaza la diadema (obra de 1894), cuando fue ofrecida por Marco Antonio durante la fiesta de las Lupercales

Las fiestas romanas tenían un origen muy antiguo. Su celebración iba acompañada de ritos variados y repetidos durante siglos pero cuyo significado se había olvidado en la mayoría de los casos a finales de la República. Sin embargo la fiesta de la Lupercalia celebrada el 15 de febrero era una de las mejor conocidas. Consistía en una ceremonia de purificación en la que se reunía un grupo de jóvenes para correr desnudos alrededor del monte Palatino que era considerado como el sitio del primer asentamiento romano. Los lupercos iban azotando con unas tiras de piel de cabra a las mujeres que encontraban en su camino.
En el año 44 a. C, el día de las Lupercalia, Marco Antonio presentó a César la diadema real pero César la rechazó.

El poeta romano Ovidio escribió en la madurez de su vida un calendario poético llamado Fastos, donde describe las diversas fiestas romanas y las leyendas relacionadas con cada una de ellas, pero no eran reales. Escribió un libro por cada mes del año de los que sólo se conservan los seis primeros.
Los romanos llamaban fęriae a las fiestas. La asistencia a las ceremonias era pública pero no obligatoria. Se interrumpía el comercio, el trabajo y los procesamientos, además de que se debían evitar las pendencias y las peleas de particulares. Los esclavos efectuaban sus labores y también algunos animales, con excepción de los equinos.
Las fiestas tenían por lo general un carácter religioso (el historiador griego Polibio dice que los romanos eran más religiosos que los mismos dioses). Se organizaban tumultuosas procesiones en las que los protagonistas llevaban máscaras que representaban a los genios de la Tierra y la fecundidad. Se cree que estos cortejos dieron origen a las representaciones de teatro. Algunas de estas manifestaciones fueron prohibidas por el Senado Romano a partir del año 186 a. C., como ocurrió con las Bacanales, pero las sectas místicas y el pueblo siguió guardando la tradición hasta bien entrada la época imperial.
Ferias latinas, era una fiesta anual, que se celebraba en el monte Albano. Era móvil y la fecha la fijaban cada año los cónsules entrantes, durante la reunión que el Senado convocaba en el templo de Júpiter Óptimo Máximo. El dios festejado era Júpiter Latiaro.

## Interviene la administración

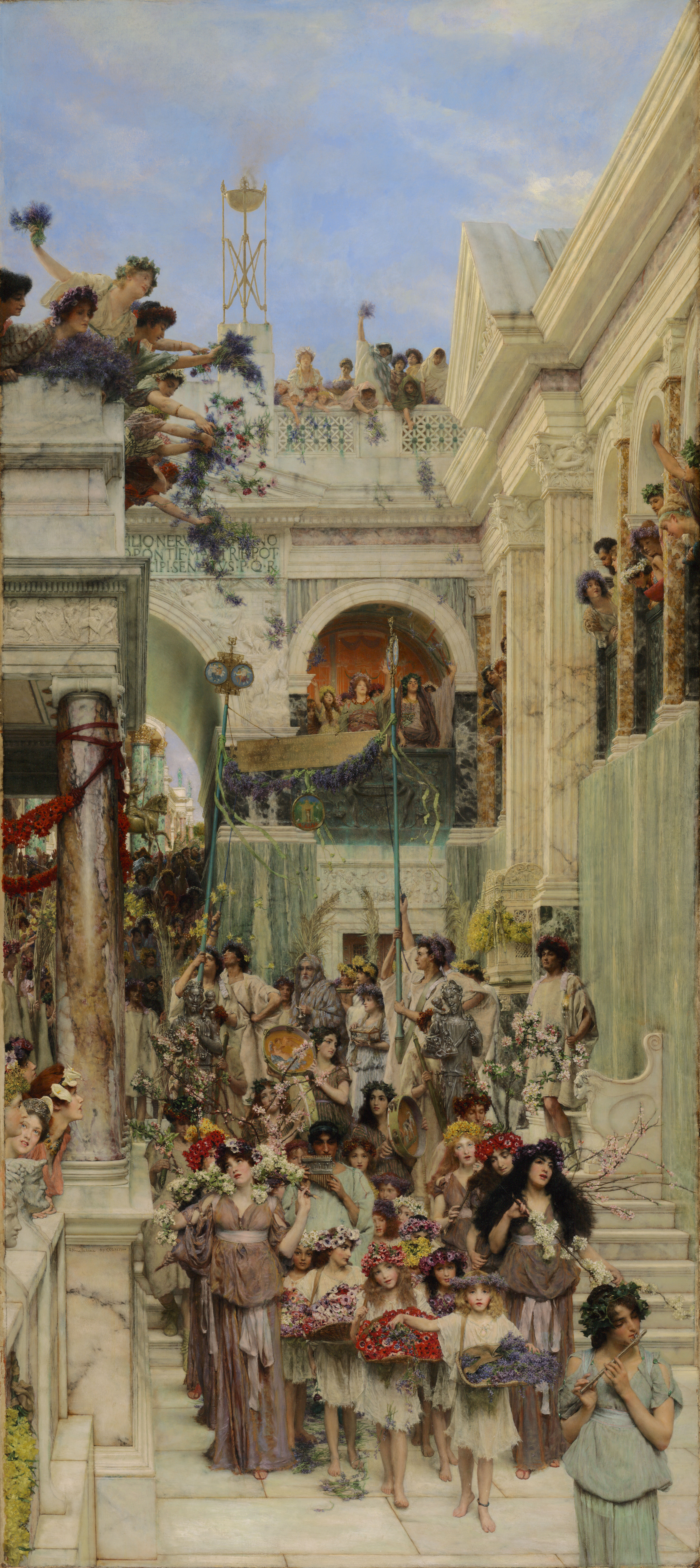
Cuadro Spring (Primavera) (1894) de Lawrence Alma-Tadema, que muestra las Cerealias en una calle romana (J. Paul Getty Museum)

Con las remesas de trigo que llegaban de las provincias sometidas, enviadas por los procónsules u ofrecidas voluntariamente para obtener favores, los ediles curules pudieron efectuar desde mediados del siglo II a. C. el suministro de grano a precios ínfimos. Los magistrados prometían más juegos y festividades para ser elegidos y se crearon nuevas fiestas, entre ellas la fiesta de Ceres, protectora del Pueblo (llamada fiesta Cerealia, en abril, establecida hacia el 220 a. C.), los Juegos Plebeyos (216 a. C.), la fiesta de Apolo (Ludi Apollinares, desde el 212 a. C.), la fiesta de la Gran Madre Frigia (Magna Mater Idaea, desde el 204 a. C.). En el año 173 a. C. se creó una fiesta menor, los Juegos Florales o Floralias (Ludi Florensei).
Los magistrados que se encargaban de la organización de los juegos debían pagarlos de su peculio. Los Ediles Curules eran responsables de los antiguos juegos de Roma (Ludi maximi), los Juegos de la Madre de las Diosas o Magna Mater (Ludi Megalense o Megalensia) y los Juegos Florales. A los ediles plebeyos correspondían los Juegos Plebeyos y la Cerealia. Al pretor de la ciudad los Juegos Apolinarios.
Para rivalizar entre sí los magistrados elevaron los gastos de los juegos a grandes sumas, con la esperanza de asegurarse su elección como cónsules. Para obtener el voto se fue imponiendo un regalo voluntario, consistente en un combate de gladiadores, pagado del bolsillo particular del aspirante (Manus). Un combate de gladiadores costaba 720 000 sestercios como mínimo, y esto era la medida de la capacidad del aspirante frente al pueblo.